# Microcebus gerpi
El lémur ratón de Gerp (Microcebus gerpi) es una especie de primate estrepsirrino que habita en el bosque Sahafina al oriente de Madagascar, cerca del parque nacional Mantadia. Su descubrimiento fue anunciado en 2012 por un equipo de investigadores alemanes y malgaches. El bosque Sahafina fue objeto de estudio solo hasta 2008 y 2009, cuando el Groupe d'Étude et de Recherche sur les Primates de Madagascar (GERP), una asociación malgache de investigación y conservación, inventarió los lémures de este bosque. El nombre común de la especie, Gerp, se debe precisamente a este grupo.
Sobre la base de estudios genéticos, mediciones y fotografías, los investigadores confirmaron que el lémur ratón de Gerp constituía una especie no descrita y diferente al lémur ratón de Goodman (Microcebus lehilahytsara), el cual habita a solo 58 km de distancia. La nueva especie es sustancialmente más grande con un peso promedio de 68 g, al ser comparado con el lémur ratón de Goodman, el cual llega hasta los 44 g. El lémur ratón de Jolly (Microcebus jollyae), el cual se halla al sur de su ubicación, es la especie más relacionada con el lémur ratón de Gerp, pero es más grande y difiere genéticamente y en la longitud de la cola.
Dado que se trata de una especie recientemente descubierta, poco se conoce sobre su comportamiento, comunicación, ecología y reproducción. La especie aparentemente se encuentra restringida a una pequeña región selvática de baja altitud y está seriamente amenazada por la destrucción de su hábitat.

## Taxonomía y evolución

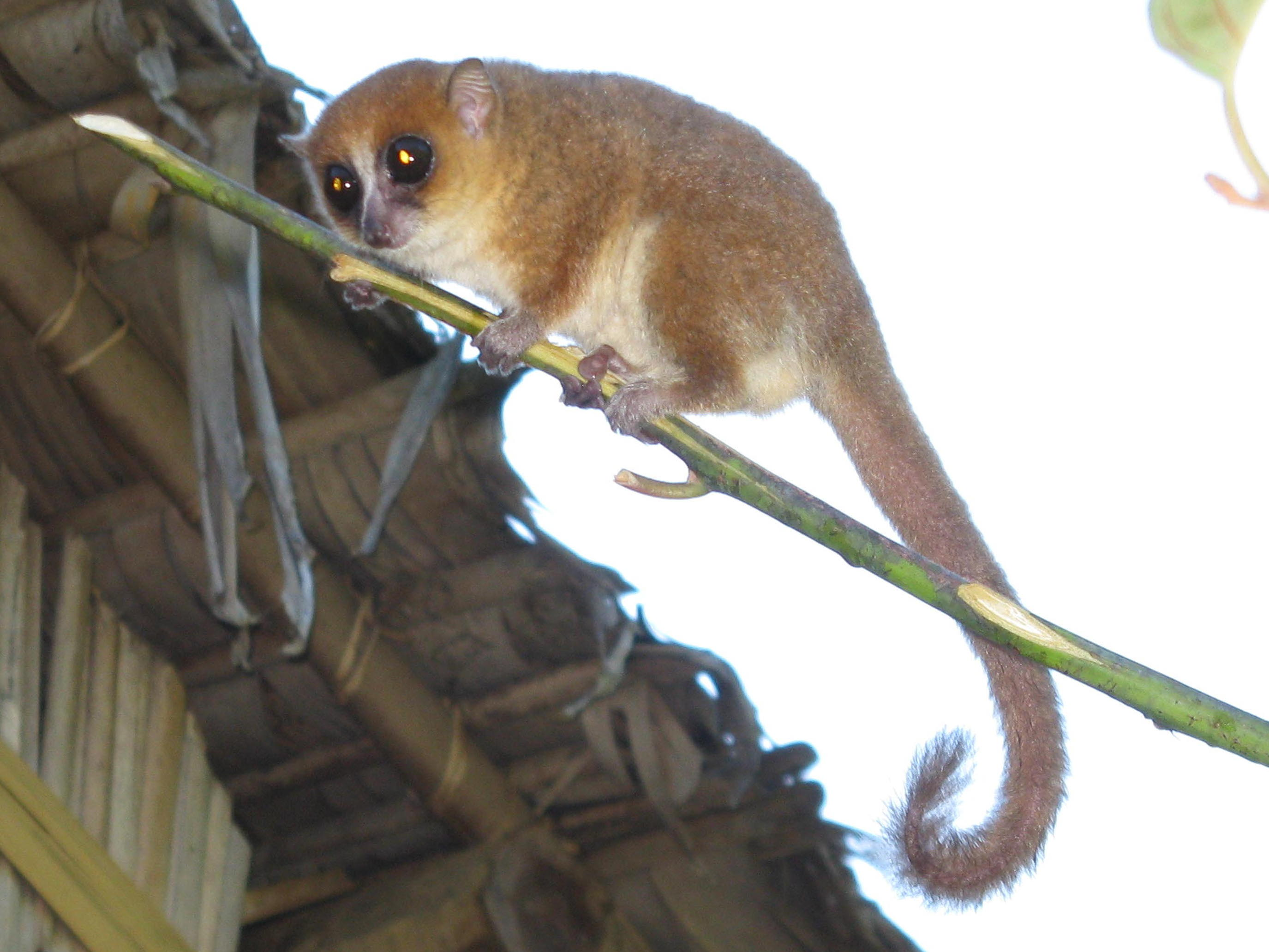
Microcebus gerpi macho. Holotipo.

El lémur ratón de Gerp fue descubierto en una planicie de baja altitud dentro del bosque Sahafina al oriente de Madagascar, cerca del parque nacional Mantadia. El primer espécimen descrito (holotipo) fue capturado el 25 de junio de 2009 y liberado luego de practicarle análisis genéticos, mediciones y fotografías. En su momento no fue reconocido como una especie diferente de lémur ratón.
El descubrimiento de la especie fue revelado en la publicación Primates en 2012. El lémur ratón de Gerp difiere morfológica y genéticamente de todas las especies cercanas geográficamente. Su cola es más larga que su pariente el lémur ratón de Jolly (M. jollyae), el cual habita más al sur y posee una cola un 18% más corta. Su peso corporal ronda los 68 g y generalmente es más grande que el lémur ratón de Goodman (M. lehilahytsara), el cual pesa solamente unos 44 g. La especie exhibe diferencias genéticas significativas con respecto a su vecino del norte, el lémur ratón de Simmons (M. simmonsi).
Los análisis genéticos realizados se centraron en tres locus diferentes de ADN mitocondrial: un fragmento de la región D-loop, cytb y COII.  Los análisis de D-loop sugieren que el lémur ratón de Jolly (Microcebus jollyae) es la especie más relacionada con el lémur ratón de Gerp. Las pruebas sobre los tres locus de los lémures colectados en los bosques Sahafina, forman un clado monofilético y que difieren bastante de los otros lémures ratón. Los autores concluyeron que tanto las diferencias moleculares como morfológicas, soportaban la declaraciòn de una nueva especie basándose en el concepto filogenético de especie.

## Anatomía y fisiología
El lémur ratón de Gerp, es grande entre los lémures ratón y posee una cola larga, la cual puede que utilice para almacenar lípidos. El pelaje es de color gris-marrón obscuro en el dorso, con franja ancha de color rojizo en el centro. En la zona ventral, desde la garganta hasta los genitales, el color es más pálido y varía entre gris claro y blanco crema. La cara externa de los miembros contrasta con el resto de cuerpo por su color más obscuro y los dedos cuentan con pelos esparcidos de color blanco grisáceo. La cabeza es rojiza, con un antifaz marrón obscuro y una notoria franja blanca sobre el dorso nasal y entre los ojos. Sus orejas son prominentes, aunque pequeñas, con bordes marrón obscuro. La cola esta cubierta por un pelaje denso de color gris-marrón. La capa más interna del pelaje es corta y densa, mientras el pelo expuesto es más disperso. La piel carente de pelo sobre las manos y pies posee un tono rosado-marrón.
El lémur ratón de Gerp pesa alrededor de 68 g y su cola mide alrededor de 14, 6 mm. Es grande entre los lémures ratón, dentro de un grupo de especies que pesan más de 50 g, entre los cuales se hallan cuatro especies orientales, el lémur ratón de Simmons, el lémur ratón de Jolly, el lémur ratón rojizo del norte (M. tavaratra) y el lémur ratón de MacArthur (M. macarthurii), lo mismo que seis especies occidentales de lémur ratón: el lémur ratón de Claire (M. mamiratra), el lémur ratón de Danfoss (M. danfossi), el lémur ratón de Bongolava (M. bongolavensis), el lémur ratón dorado marrón (M. ravelobensis), el lémur ratón gris (M. murinus) y el lémur ratón gris rojizo (M. griseorufus). La mayoría de estos lémures ratón grandes, poseen una cola larga, excepto el lémur ratón de Jolly y el lémur ratón gris. Sus orejas son pequeñas (19 a 20 mm), carácter común a todos los lémures ratón de hábitat selvático, rasgo que difiere de los lémures ratón de hábitat más seco, en los cuales las orejas miden entre 21 y 24 cm. Como en todos los otros lémures, aparentemente el dimorfismo sexual es escaso.

## Distribución y hábitat
El lémur ratón de Gerp habita únicamente en el bosque Sahafina al oriente de Madagascar, aproximadamente a 58 km al oriente del Parque Nacional Mantadia, 87 km al sur de la ciudad de Toamasina y a 18 km del Océano Índico. Este bosque fragmentado mide 15,6 km² y está rodeado por bosque secundario en áreas previamente cultivadas. El bosque Sahafina oscila entre 29 y 230 m s. n. m., mientras el cercano Parque Nacional Mantadia, hogar una población de su relacionado lémur ratón de Goodman, se encuentra entre los 900 y 1200 m s. n. m.

## Conservación
No existen áreas protegidas dentro del rango de distribución del lémur ratón de Gerp. Debido a su hábitat restringido al bosque de baja altitud, es más probable que se convierta en tierras de cultivo a diferencia de la selva montañosa, por lo cual la especie enfrenta un elevado riesgo en lo concerniente a su conservación. De los 7600 km² de distribución potencial, solo una pequeña parte conserva su bosque nativo.